# Барон Фарнем

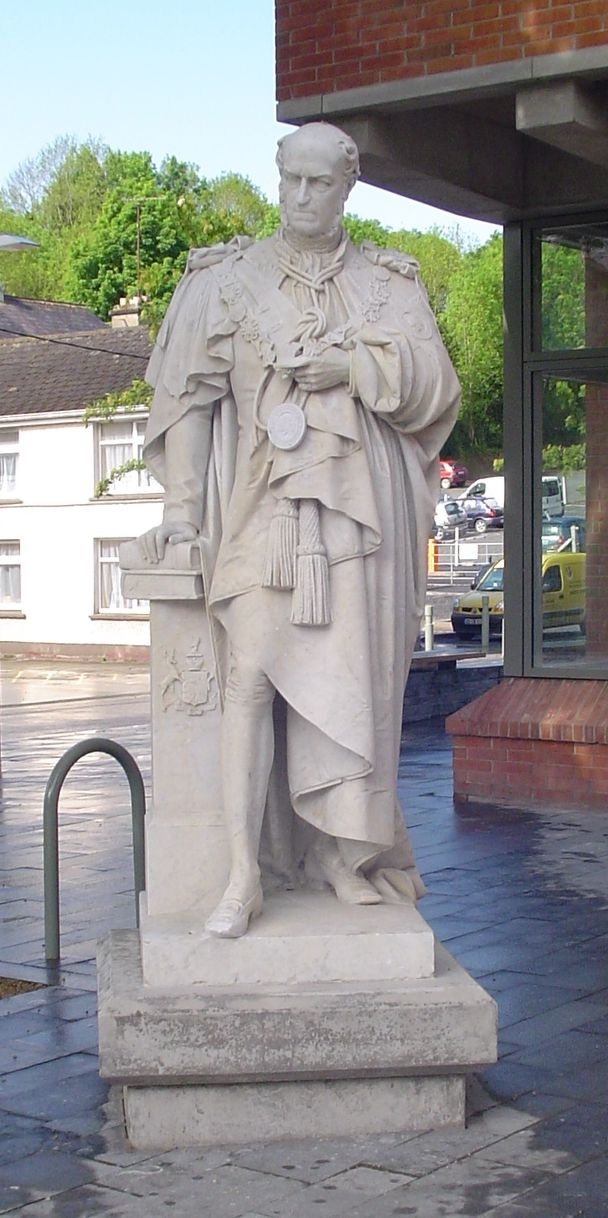
Памятник Генри Максвеллу, 7-му барону Фарнему (1799—1868)

Барон Фарнем из Фарнема в графства Каван — наследственный титул в системе Пэрства Ирландии.

## История
Титул барона Фарнема был создан 6 мая 1756 года для Джона Максвелла (1687—1759). Ранее он представлял графство Каван в Ирландской палате общин (1727—1756). Его сын, Роберт Максвелл, 2-й барон Фарнем (ок. 1720—1779), получил титулы виконта Фарнема (1760) и графа Фарнема (1763) в системе Пэрства Ирландии. В 1779 году после смерти бездетного 1-го графа Фарнема титулы графа и виконта угасли. Его брат и преемник, Барри Максвелл, 3-й барон Фарнем (1723—1800), получил титулы виконта Фарнема (1781) и графа Фарнема (1785) в системе Пэрства Ирландии. Его сын, Джон Максвелл, 2-й граф Фарнем (1760—1823), заседал в Ирландской палате общин от графства Каван (1780—1783, 1793—1800), а также являлся ирландским пэром-представителем в Палате лордов Великобритании (1816—1823). Он не имел детей, поэтому после его смерти в 1823 году титулы графа и виконта вновь прервались.

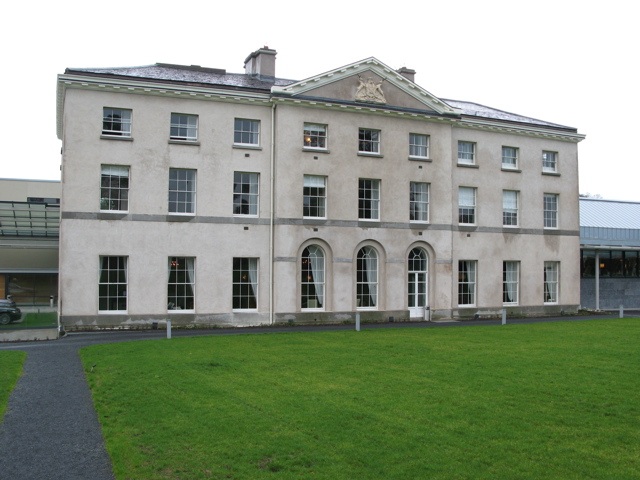
Фарнем-хаус, бывшая резиденция баронов Фарнем, сейчас — отель

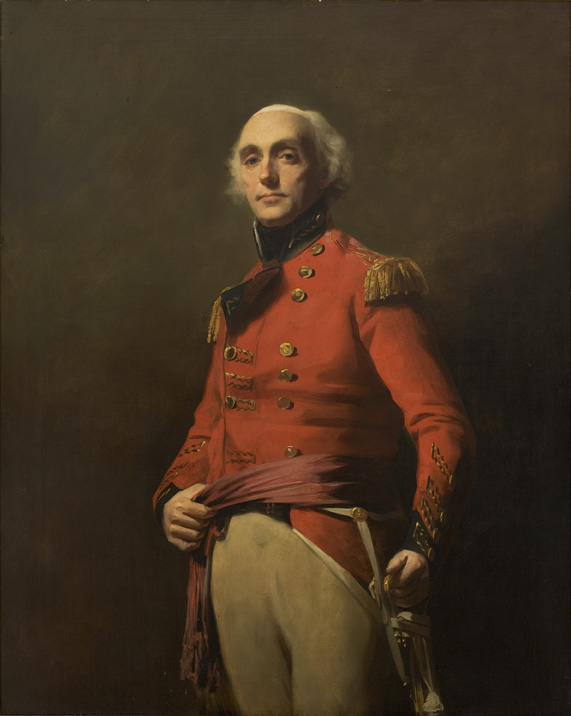
Генерал сэр Уильям Максвелл, 7-й баронет, портрет Генри Реборна, Художественный музей Сан-Паулу

Титул барона унаследовал его двоюродный брат, Джон Максвелл-Барри, 5-й барон Фарнем (1767—1838). Он был старшим сыном его высокопреосвященства достопочтенного Генри Максвелла (1723—1798), епископа Мита, третьего сына 1-го барона Фарнема. Лорд Фарнем заседал в Ирландской палате общин от графства Каван (1788), Донерейла (1792—1798) и Ньютаун Лимавади (1798—1801), Палаты общин Великобритании от Кавана (1806—1824) и ирландскими пэром-представителем в Палате лордов (1825—1838). Его племянник, Генри Максвелл, 7-й барон Фарнем (1799—1868), который сменил своего отца в 1838 году, также представлял графство Каван в Палате общин (1824—1839) и являлся ирландским пэром-представителем в Палате лордов (1839—1868). Лорд Фарнем и его жена погибли в железнодорожной катастрофе в Абергеле в 1868 году. Титул унаследовал его младший брат, Сомерсет Максвелл, 8-й барон Фарнем (1803—1884). Он ранее представлял графство Каван в Палате общин (1839—1840). Его сменил его младший брат, Джеймс Пирс Максвелл, 9-й барон Фарнем (1813—1896), который также заседал в Палате общин Великобритании от графства Каван (1843—1865). В 1885 году лорд Фарнем сменил своего дальнего родственника, Уильяма Максвелла, 10-го баронета, в качестве 11-го баронета из Калдервуда. После его смерти титулы унаследовал его племянник, Сомерсет Генри Максвелл, 10-й барон Фарнем (1849—1900). Он был лордом-лейтенантом графства Каван (1900) и ирландским пэром-представителем в Палате лордов (1898—1900). Его преемником стал его сын, Артур Максвелл, 11-й барон Фарнем (1879—1957), который также был ирландским пэром-представителем в Палате лордов Великобритании с 1908 по 1957 год.
По состоянию на 2014 год носителем титула являлся его внук, Саймон Кенлис Максвелл, 13-й барон Фарнем (род. 1933), который сменил своего старшего брата в 2001 году. Лорд Фарнем — сын подполковника достопочтенного Сомерсета Артура Максвелла (1905—1942) и внук Артура Максвелла, 11-го барона Фарнема. Нынешний лорд Фарнем проживает в Оксфордшире в Великобритании.
Титул баронета Максвелла из Калдервуда в Баронетстве Новой Шотландии был создан в 1627 году для сэра Джеймса Максвелла (ум. ок. 1670). Уильям Максвелл, 2-й баронет (ок. 1640—1703), скончался бездетным в 1703 году. Ему наследовал Уильям Максвелл (ум. 1716), сын полковника Джона Максвелла (ум. 1650). В 1829 году после смерти бездетного Уильяма Максвелла, 6-го баронета (1748—1829), титул перешел к сэру Уильяму Максвеллу, 7-му баронету (1754—1837), сыну Александра Максвелла из Лейта, третьего сына 4-го баронета. В 1885 году после смерти его внука, Уильяма Максвелла, 10-го баронета (1828—1885), титул унаследовал его родственник, сэр Джеймс Пирс Максвелл, 9-й барон Фарнем (1813—1896), ставший 11-м баронетом.
Семейная резиденция — Фарнем-хаус в окрестностях города Каван в графстве Каван.

## Бароны Фарнем (1756)
- 1756—1759: Джон Максвелл, 1-й барон Фарнем[англ.] (1687 — 6 августа 1759), сын преподобного Генри Максвелла
- 1759—1779: Роберт Максвелл, 2-й барон Фарнем (ок. 1720 — 16 ноября 1779), старший сын предыдущего, граф Фарнем с 1763 года.

## Графы Фарнем, первая креация (1763)
- 1763—1779: Роберт Максвелл, 1-й граф Фарнем, 2-й барон Фарнем (ок. 1720 — 16 ноября 1779), старший сын Джона Максвелла, 1-го барона Фарнема.

## Бароны Фарнем (продолжение креации 1756 года)
- 1779—1800: Барри Максвелл, 3-й барон Фарнем[англ.] (1723 — 7 октября 1800), сын Джона Максвелла, 1-го барона Фарнема, младший брат Роберта Максвелла, 1-го графа Фарнема, граф Фарнем с 1785 года.

## Графы Фарнем, вторая креация (1785)
- 1785—1800: Барри Максвелл, 1-й граф Фарнем (1723 — 7 октября 1800), сын Джона Максвелла, 1-го барона Фарнема (1687—1759)
- 1800—1823: Джон Джеймс Максвелл, 2-й граф Фарнем[англ.] (5 февраля 1760 — 23 июля 1823), единственный сын предыдущего.

## Бароны Фарнем (продолжение креации 1756 года)
- 1823—1838: Джон Максвелл-Барри, 5-й барон Фарнем[англ.] (18 января 1767 — 20 сентября 1838), старший сын его высокопреосвященства Генри Максвелла (ум. 1798), епископа Мита, внук Джона Максвелла, 1-го барона Фарнема
- 1838—1838: Генри Максвелл, 6-й барон Фарнем[англ.] (1774 — 19 октября 1838), младший брат предыдущего, сын его высокопреосвященства Генри Максвелла (ум. 1798), епископа Мита, внук Джона Максвелла, 1-го барона Фарнема
- 1838—1868: Генри Максвелл, 7-й барон Фарнем[англ.] (9 августа 1799 — 20 августа 1868), старший сын предыдущего
- 1868—1884: Сомерсет Ричард Максвелл, 8-й барон Фарнем[англ.] (18 октября 1803 — 4 июня 1884), младший брат предыдущего
- 1884—1896: Джеймс Пирс Максвелл, 9-й барон Фарнем[англ.] (1813 — 26 октября 1896), младший брат предыдущего
- 1896—1900: Сомерсет Генри Максвелл, 10-й барон Фарнем[англ.] (7 марта 1849 — 22 ноября 1900), старший сын достопочтенного Ричарда Томаса Максвелла (1815—1874), внук 6-го барона Фарнема
- 1900—1957: Артур Кенлис Максвелл, 11-й барон Фарнем[англ.] (2 октября 1879 — 5 февраля 1957), второй сын предыдущего
- 1957—2001: Барри Оуэн Сомерсет Максвелл, 12-й барон Фарнем[англ.] (7 июля 1931 — 22 марта 2001), старший сын достопочтенного Сомерсета Артура Максвелла (1905—1942), внук 11-го барона Фарнема
- 2001 — настоящее время: Саймон Кенлис Максвелл, 13-й барон Фарнем[англ.] (род. 12 декабря 1933), младший брат предыдущего
  - Наследник титула: достопочтенный Робин Сомерсет Максвелл (род. 15 сентября 1965), старший сын предыдущего
    - Наследник наследника: Джеймс Дэвид Сомерсет Максвелл (род. 1996), старший сын предыдущего.

## Баронеты Максвелл из Калдервуда (1627)
- 1627—1670: Сэр Джеймс Максвелл, 1-й баронет (умер ок.  1670), старший сын сэра Джеймса Максвелла из Калдервуда (ум. 1622) от второго брака
- 1670—1703: Сэр Уильям Максвелл, 2-й баронет (ок.  1640 − 30 апреля 1703), единственный сын предыдущего
- 1703—1716: Сэр Уильям Максвелл, 3-й баронет (умер 23 марта 1716), сын полковника Джона Максвелла (ум. 1650)
- 1716—1750: Сэр Уильям Максвелл, 4-й баронет (умер 1750), сын предыдущего
- 1750—1789: Сэр Уильям Максвелл, 5-й баронет (умер 2 января 1789), сын предыдущего
- 1789—1829: Сэр Уильям Максвелл, 6-й баронет (7 января 1748 — 12 августа 1829), единственный сын предыдущего
- 1829—1837: Сэр Уильям Максвелл, 7-й баронет (4 декабря 1754 — 16 марта 1837), сын Александра Максвелла, внук 4-го баронета
- 1837—1865: Сэр Уильям Александр Максвелл, 8-й баронет (30 апреля 1793 — 4 апреля 1865), старший сын предыдущего
- 1865—1870: Сэр Хью Бейтс Максвелл, 9-й баронет (14 февраля 1797 — 9 февраля 1870), младший брат предыдущего
- 1870—1885: Сэр Уильям Максвелл, 10-й баронет (11 августа 1828 — 4 декабря 1885), единственный сын предыдущего
- 1885—1896: Сэр Джеймс Пирс Максвелл, 11-й баронет[англ.] (1813 — 26 октября 1896), младший сын Генри Максвелла, 6-го барона Фарнхема, барон Фарнем с 1884 года.